# 島津忠温
島津 忠温（しまづ ただよし）は、今和泉島津家第7代当主。薩摩藩主島津吉貴の八男。

## 生涯
延享元年（1744年）、4代薩摩藩主島津吉貴の八男として生まれる。初め小松清香の養子となるも、宝暦4年（1754年）に今和泉島津家を相続していた兄忠卿の死去によりその家督を相続する。
安永7年（1778年）8月25日、死去。享年35。家督は第8代藩主島津重豪の四男では重豪の従兄弟島津久徴の子）の雄五郎（忠厚）が相続した。